# Fetalni krvotok
Fetalni krvotok je krvožilni sustav čovječjeg ploda, koji često obuhvaća cijeli fetoplacentarni krvotok koji uključuje pupčanu vrpcu i krvne žile unutar posteljice koje nose fetalnu krv.
Fetalni krvotok funkcionira znatno drukčije nego krvotok rođenog čovjeka, uglavnom zbog toga što pluća ploda ne funkcioniraju: plod dobiva kisik i hranjive tvari od majke kroz posteljicu i pupčanu vrpcu.

## Placentarna uloga
Fetalni hemoglobin ima veći afinitet prema kisiku nego adultni hemoglobin, što omogućuje difuziju kisika iz majčina krvožilnog sustava do ploda. Krvožilni sustav majke nije izravno povezan s plodom, tako da posteljica funkcionira kao dišno središte ploda, kao i mjesto filtracije plazmatskih hranjivih i otpadnih tvari. Voda, glukoza, aminokiseline, vitamini i neorganske soli slobodno difundiraju kroz posteljicu zajedno s kisikom. Pupčane arterije nose krv do posteljice, koja ju upija kao spužva. Kisik odlazi iz posteljice do korionskih resica, alveolastih struktura, odakle dolazi do pupčane vene.
Unutar posteljice, pupčane arterije su povezane jedna s drugom na udaljenosti približno 5 milimetara Hyrtlovom anastomozom. Osim toga, granaju se na korionske arterije ili intraplacentarne fetalne arterije.

## Krvotok
Krv iz posteljice je nošena do ploda pupčanom venom. Manje od trećine krvi ide u ductus venosus te odlazi do donje šuplje vene, dok ostatak odlazi u jetru. Ogranak pupčane vene koji opskrbljuje desni režanj jetre najprije se udružuje s portalnom venom. Krv potom odlazi u desnu pretklijetku srca. Kod ploda postoji otvor između desne i lijeve pretklijetke (ovalni procjep foramen ovale), te većina krvi protječe kroz njega izravno u lijevu pretklijetku iz desne pretklijetke, tako zaobilazeći plućni krvotok. Tok krvi se nastavlja prema lijevoj klijetki, odakle se krv pumpa kroz aortu u tijelo. Nešto krvi ide kroz nutarnju bočnu arteriju do pupčanih arterija i ponovno ide u posteljicu, preko koje ugljikov dioksid i druge otpadne tvari iz ploda ulaze u majčin krvotok.
Dio krvi koji ulazi u desnu pretklijetku ne prolazi direktno do lijeve pretklijetke kroz ovalni procjep, nego ulazi u desnu klijetku i pumpa se u plućnu arteriju. U plodu postoji posebna veza između plućne arterije i aorte, te nosi naziv ductus arteriosus i usmjerava većinu krvi izvan pluća (koja plod u tom trenutku ne koristi za disanje jer se nalazi u plodnoj vodi).

## Krvni tlak
Krvni tlak u fetalnoj aorti iznosi približno 30 mmHg u 20. tjednu trudnoće, a poveća se do 45 mmHg u 40. tjednu trudnoće. Fetalni pulsni tlak (razlika između sistoličkog i dijastoličkog tlaka) iznosi približno 20 mmHg u 20. tjednu trudnoće, dok se u 40. tjednu trudnoće poveća do 30 mmHg.
Krvni tlak opada kada krv protječe kroz posteljicu. U pupčanoj arteriji mu je vrijednost 50 mmHg. Pada na 30 mmHg u kapilarama korionskih resica. Zatim, tlak pupčane vene je 20 mmHg u trenutku kad se krv vraća prema srcu.

## Protok
Protok krvi kroz pupčanu vrpcu iznosi približno 35 mL/min u 20. tjednu trudnoće, dok se u 40. tjednu trudnoće ta vrijednost poveća na 240 mL/min. Prilagođeno masi ploda, to odgovara 115 mL/min/kg u 20. tjednu i 64 mL/min/kg u 40. tjednu. Protok krvi u 10. tjednu odgovara 17% minutnog volumena srca, dok u 20. tjednu ta vrijednost raste na 33%.
Endotelini i prostanoidi uzrokuju vazokonstrikciju posteljičnih arterija, dok je dušikov(II) oksid zadužen za vazodilatacija. S druge strane, nema neuralne vaskularne regulacije, te kateholamini (epinefrin i norepinefrin) imaju samo mali učinak.

## Nadgledanje
Otkucaji srca fetusa mogu se pratiti kardiotokografijom, koja uključuje registriranje kontrakcija srca doppler ultrazvukom. Također, trudnički ultrazvuk uz korištenje doppler tehnike na ključnim krvnim žilama kao što je pupčana arterija može detektirati abnormalan protok krvi.

## Pri rođenju
Pri rođenju, kada novorođenče udahne prvi put, opada otpor u plućnoj vaskulaturu, što uzrokuje povećanje tlaka u lijevoj pretklijetki u odnosu na tlak u desnoj pretklijetki. To vodi do zatvaranja ovalnog procjepa (foramen ovale), koji otada nosi naziv fossa ovalis. Povećanje koncentracije kisika u krvi vodi do povećane koncentracije prostaglandina, te se tako zatvara ductus arteriosus. Ova zatvaranja sprječavaju zaobilaženje plućnog krvotoka, te se tako dopušta oksigeniranje krvi novorođenčeta u sada funkcionalnim plućima.